# Przyłęk (województwo śląskie)
Przyłęk – wieś w Polsce położona w województwie śląskim, w powiecie zawierciańskim, w gminie Szczekociny, nad Pilicą.
W latach 1975–1998 miejscowość położona była w województwie częstochowskim.
W 1412 powstał drewniany kościół, który w drugiej połowie XVI w. został zamieniony przez burgrabiego krakowskiego Mariana Przyłęckiego na zbór braci polskich. W latach 1774–1780 powstał obecny kościół pw. św. Jana Chrzciciela, z dwiema dzwonnicami.

## Nazwa
Miejscowość była wzmiankowana w formach Prelancz (1376), Przelanki (1394), Przilank (1400), Przeląc (1490), Przyłęk (1629). Jest to nazwa topograficzna oznaczająca ‘miejsce położone przy łęku’, gdzie łęk to ‘skręt, nizina nad skrętem rzecznym’.